# Gisela Zülch
Gisela Zülch (* 17. Februar 1927 in Frankfurt am Main; † 31. Januar 2003 in Köln) war eine deutsche Schauspielerin und Hörspielsprecherin.

## Leben
Gisela Zülch war die Tochter des Kunsthistorikers Walther Karl Zülch (1883–1966) und dessen Frau Franziska, geb. Hähl (1898–1954) und väterlicherseits die Enkelin des Heimatforschers Georg Zülch (1851–1890). Sie besuchte Schulen in ihrer Geburtsstadt sowie in Köln und Krakau. Nach ihrer schauspielerischen Ausbildung in Dresden debütierte sie 1946 in Magdeburg. Weitere Stationen waren zunächst Theater in Dresden, Gera, Jena und Plauen. 1959 zog Zülch nach Oberhausen und spielte dort am Schauspielhaus, wo sie ihren späteren Ehemann Günter Lamprecht kennenlernte. Seit 1963 war sie freischaffend tätig und wirkte überwiegend in Köln.
1954 war Zülch an den Bühnen der Stadt Gera in der Titelrolle von Henrik Ibsens Nora zu sehen, desgleichen 1958 am Staatstheater Dresden in der Komödie Dame Kobold von Pedro Calderón de la Barca. Später wirkte Zülch unter anderem am Theater Oberhausen (beispielsweise in Curth Flatows Das Fenster zum Flur), um 1970 am Bonner Contra-Kreis-Theater sowie an den Kölner Kammerspielen, dort neben anderen Rollen als Wirtin in Thomas Bernhards Theatermacher. 1968 gastierte Zülch mit den Städtischen Bühnen Essen beim Berliner Theatertreffen mit Jean Genets Die Wände.
Erst in den 1970er-Jahren begann Zülch auch vor der Kamera und als Hörspielsprecherin zu arbeiten. Im Fernsehen war sie in zahlreichen Tatort-Episoden zu sehen, ferner spielte sie in mehreren Folgen der Serien Mit Leib und Seele,  und 1993 Wenn Engel reisen und Stadtklinik.
Gisela Zülch war zweimal verheiratet und hatte zwei nichteheliche Töchter (Roswitha *1950 und Barbara *1953). In zweiter Ehe war sie von 1967 bis 1997 mit ihrem Schauspielkollegen Günter Lamprecht verheiratet.

## Filmografie
- 1973: Frühbesprechung – Volksfest
- 1976: Freiwillige Feuerwehr
- 1976: Ein Herz und eine Seele – Telefon!
- 1978: Magere Zeiten
- 1978: Adoptionen
- 1979: Tatort – Alles umsonst
- 1979: Tatort – Ein Schuß zuviel
- 1979: Tatort – Schweigegeld
- 1980: Jauche und Levkojen
- 1983: Empfänger unbekannt
- 1983: Kinder unseres Volkes
- 1984: Mensch Bachmann
- 1988: Geschichten aus der Heimat (Fernsehserie) Episode: Ein ungewöhnlicher Fall
- 1989: Tatort – Sein letzter Wille
- 1989: Mit Leib und Seele (4 Folgen als Frau Möller)
- 1990: Kommissar Klefisch – Ein Fall für Onkel
- 1990: Derrick – Tod am Waldrand
- 1991: Verurteilt: Anna Leschek
- 1993: Wenn Engel reisen
- 1993: Stadtklinik (3 Folgen als Emma Kreuzbach)
- 1994: Tatort – Geschlossene Akten
- 1996: Kommissar Klefisch – Vorbei ist vorbei
- 2001: Der Clown – 60 Minuten
- 2001: Oh du Liebezeit
- 2002: Wilsberg – Wilsberg und der Tote im Beichtstuhl

## Hörspiele (Auswahl)
- 1974: Schnelles Geld – Autoren: Jürgen Alberts und Sven I. Kuntze – Regie: Hans Gerd Krogmann
- 1975: Gehörbildung – Autorin: Ruth Rehmann – Regie: Friedhelm Ortmann
- 1979: Die merkwürdigen Abenteuer einer zuverlässigen und keineswegs aufsässigen Chef-Sekretärin – Autorin: Erika Runge – Regie: Hans Gerd Krogmann
- 1990: Urlaub auf dem Lande – Autor: Peter O. Chotjewitz – Regie: Bernd Lau
- 1995: Der Glückstag – Autor: Markus Riedinger – Regie: Joachim Schmidt von Schwindt
- 1996: Die gutmütigen Nattern – Autor: Jordan Radickov – Regie: Angeli Backhausen
- 1998: Die Fütterung – Autorin: Susanne Krahe – Regie: Jörg Schlüter
- 1998: Radau an Bord. Herrn Noahs geheime Tagebücher – Autorin: Avril Rowlands – Regie: Angeli Backhausen
- 1999: Salzburg in London – Autorin: Marcy Kahan – Regie: Klaus Mehrländer
- 1999: Eisbilder – Autor: Kristian Smeds – Regie: Claudia Johanna Leist
- 2000: Herrn Johannes’ Passion – Autor: Michael Stegemann – Regie: Fabian von Freier
- 2001: Teddy Langohr – Autorin: Ingrid Uebe – Regie: Theresia Singer
- 2001: Nana – Autor: Emile Zola – Regie: Peter Rothin